# Protipochus vandykei
Protipochus vandykei là một loài bọ cánh cứng trong họ Cerambycidae.